# Ryan Sessegnon
Kouassi Ryan Sessegnon (Londres, 18 de maio de 2000) é um futebolista inglês que atua como lateral-esquerdo, meia e ponta. Atualmente joga pelo Fulham.

## Carreira no clube

### Fulham

#### Temporada 2016–17
Depois de começar a treinar com a equipe principal, ainda com 15 anos, em março de 2016, Sessegnon foi promovido ao elenco principal pelo treinador do ano Slavisa Jokanovic para a pré-temporada de 2016–17. Ele marcou seu primeiro gol como profissional em 19 de julho em uma vitória amistosa por 3 a 0 sobre o Brighton and Hove Albion.
Em 9 de agosto, Sessegnon fez sua estreia na equipe principal em uma partida da EFL Cup contra o Leyton Orient aos 16 anos e 81 dias. Em 16 de agosto, ele fez sua estreia na liga em uma partida da Championship contra o Leeds United em um empate por 1 a 1. Em 20 de agosto, ele marcou seu primeiro gol como profissional em uma partida da liga contra o Cardiff City, tornando-se o primeiro jogador profissional nas ligas inglesas a ter nascido nos anos 2000 a marcar um gol em uma partida da equipe principal e o jogador mais jovem a marcar em uma partida da Championship. Ele marcou o gol da vitória em sua estreia na FA Cup, também contra o Cardiff, em 8 de janeiro, tornando-se um dos artilheiros mais jovens da história da competição.
Em 11 de março, Sessegnon marcou dois gols em uma partida fora de casa contra os eventuais campeões da liga Newcastle United, com o ex-jogador do Newcastle Alan Shearer elogiando sua atuação como "brilhante". No total, Sessegnon fez 30 aparições em todas as competições, incluindo no segundo jogo da derrota do Fulham nas semifinais dos play-offs contra o Reading, marcando sete gols, e foi nomeado para o Time do Ano da PFA Championship, o jogador mais jovem já incluído.
Media interest in Sessegnon grew as his debut season progressed. In February 2017, Italian newspaper La Gazzetta dello Sport ranked Sessegnon as one of the top 30 Under-20s players in Europe,[carece de fontes?] while in May 2017, Sports Illustrated named him as the 19th-best under-20 player in world football. Fulham striker Neeskens Kebano called him "the future of English football", with teammate Stefan Johansen saying it was "99% certain he will be one of the top left-backs in the world".
As the summer transfer window approached, interest was reported from numerous Premier League clubs, including Everton, Liverpool and Manchester United, with Sessegnon potentially available for a compensation fee of £2 million as Football Association rules meant he could not sign professional terms until his 17th birthday on 18 May 2017. However, on 28 June 2017, it was announced Sessegnon had signed his first professional contract with Fulham, committing him to the club until 2020. Sessegnon cited the likelihood of playing regularly in the first team as his reason, saying, "Last season I got a lot of opportunities so I want to continue that. When you are young you just want to play as many games as you can."

#### Temporada 2017–18

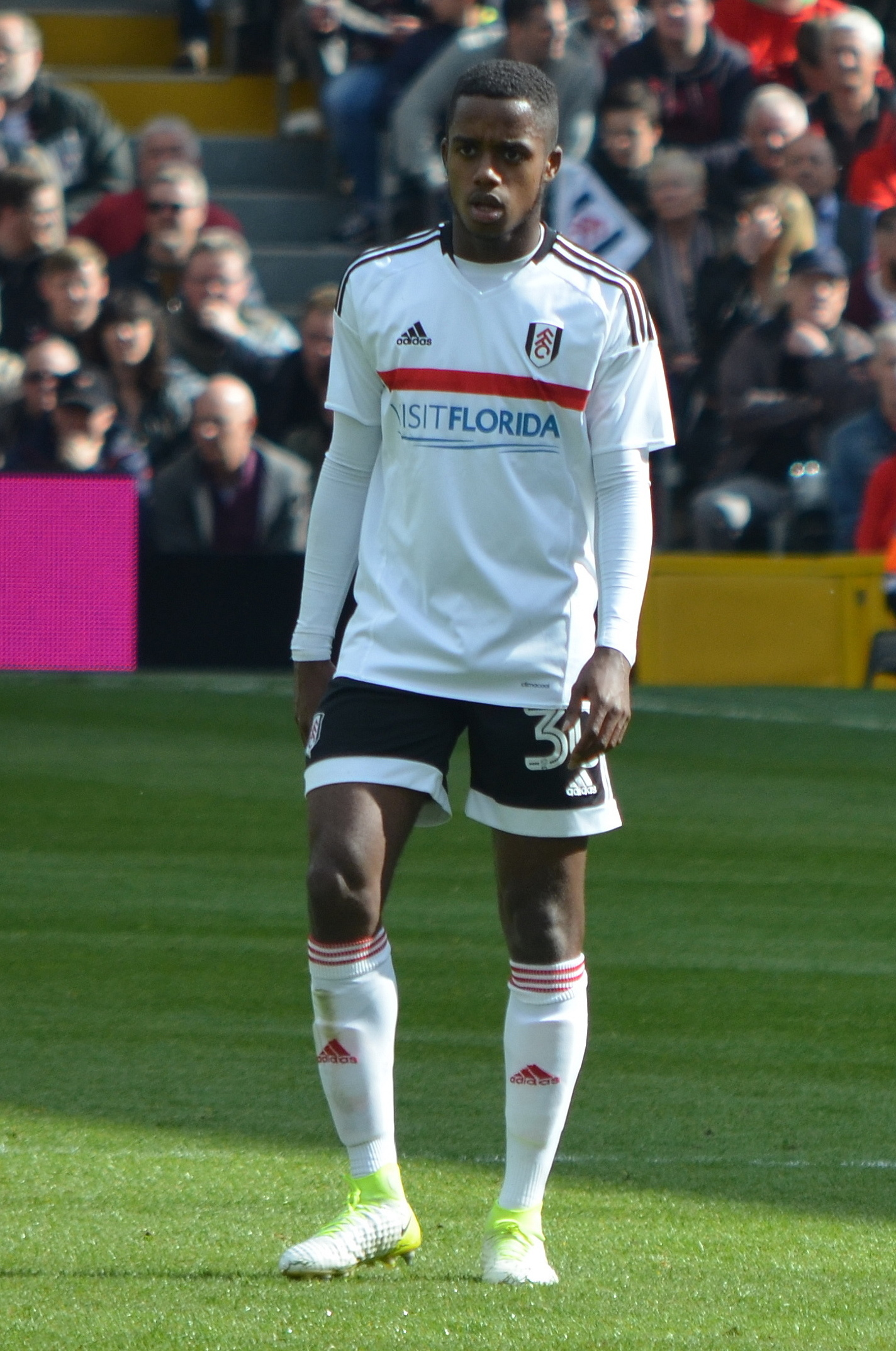
Sessegnon jogando pelo Fulham em 2017

Em 28 de julho de 2017, o Fulham anunciou que Sessegnon usaria a camisa número 3, mudando de seu número anterior, o 30. Ele marcou seu primeiro gol da temporada em um empate por 1 a 1 com o Cardiff em 9 de setembro. Em novembro de 2017, a FourFourTwo incluiu Sessegnon em sua lista dos 100 Melhores Adolescentes do Mundo, comparando-o a Ashley Cole e David Alaba. Em 21 de novembro de 2017, Sessegnon marcou seu 50º jogo pelo Fulham ao marcar seu primeiro hat-trick profissional em uma vitória fora de casa por 5 a 4 contra o Sheffield United – tornando-se o primeiro jogador de dezessete anos a marcar um hat-trick nas quatro principais divisões do futebol inglês desde Dele Alli em 2014. Após marcar seis gols em janeiro de 2018, com dois gols contra o Ipswich Town, Burton Albion e Barnsley, Sessegnon foi nomeado PFA e Jogador do Mês do Championship. Em 19 de fevereiro, Sessegnon foi nomeado o décimo jogador sub-20 mais promissor em toda a Europa. Sessegnon apareceu em uma lista prestigiosa da CIES ao lado de nomes como o goleiro do Milan Gianluigi Donnarumma, em primeiro lugar, e o atacante do Paris Saint-Germain Kylian Mbappé, em terceiro.
Em abril de 2018, ele foi indicado para o Prêmio de Jogador da Temporada e Jogador Jovem da Temporada do Championship da EFL. Ele também se tornou o primeiro jogador do Championship a ser indicado para o Prêmio de Jovem Jogador do Ano da PFA. Em 15 de abril, Sessegnon ganhou cinco prêmios sem precedentes quando foi nomeado Jogador da Temporada do Championship, Jogador Jovem da Temporada, Aprendiz do Ano, e nomeado no Time da Temporada e EFL Club Developed XI.

## Carreira Internacional
Em 2016, Sessegnon jogou em uma categoria acima para representar a Inglaterra no Sub-17 Euros. Ele marcou seu primeiro gol pela Inglaterra Sub-19 contra Luxemburgo em um qualificador para o Campeonato Europeu Sub-19 em 10 de novembro de 2016, marcando o segundo gol em uma vitória por 2 a 0.
Em 26 de junho de 2017, Sessegnon foi nomeado no elenco final de 18 jogadores para o Euro Sub-19. Ele marcou três gols, incluindo dois em uma vitória por 4 a 1 sobre a Alemanha, terminando o torneio como artilheiro enquanto a Inglaterra foi coroada campeã pela primeira vez. Ele foi subsequentemente incluído no time do torneio.
Com 17 anos, Sessegnon estreou pela Inglaterra Sub-21 em 27 de março de 2018, começando em uma vitória por 2 a 1 nas eliminatórias do Campeonato Europeu Sub-21 contra a Ucrânia.
Em 27 de maio de 2019, Sessegn

### Clubes
| Equipe            | Temporada         | Campeonato nacional | Campeonato nacional | Copa nacional | Copa nacional | Competições continentais | Competições continentais | Total | Total |
| Equipe            | Temporada         | Jogos               | Gols                | Jogos         | Gols          | Jogos                    | Gols                     | Jogos | Gols  |
| ----------------- | ----------------- | ------------------- | ------------------- | ------------- | ------------- | ------------------------ | ------------------------ | ----- | ----- |
| Fulham            | 2016–17           | 26                  | 5                   | 4             | 2             | –                        | –                        | 30    | 7     |
| Fulham            | 2017–18           | 49                  | 16                  | 3             | 0             | –                        | –                        | 52    | 16    |
| Fulham            | 2018–19           | 17                  | 2                   | 2             | 0             | –                        | –                        | 19    | 2     |
| Total na carreira | Total na carreira | 92                  | 23                  | 9             | 2             | 0                        | 0                        | 101   | 25    |

### Seleção Inglesa
Expanda a caixa de informações para conferir todos os jogos deste jogador, pela sua seleção nacional.
Sub-17
|    | Data                | Local                          | Resultado | Adversário | Gol(s) | Competição                |
| -- | ------------------- | ------------------------------ | --------- | ---------- | ------ | ------------------------- |
| 1. | 24 de março de 2016 | Proact Stadium, Chesterfield   | 3–1       | Turquia    | 0      | Elim. Europeu Sub-17 2016 |
| 2. | 26 de março de 2016 | Harrison Park, Leek            | 1–0       | Finlândia  | 0      | Elim. Europeu Sub-17 2016 |
| 3. | 6 de maio de 2016   | Azersun Arena, Baku            | 1–2       | Suécia     | 0      | Europeu Sub-17 2016       |
| 4. | 9 de maio de 2016   | Azersun Arena, Baku            | 2–0       | França     | 0      | Europeu Sub-17 2016       |
| 5. | 12 de maio de 2016  | Estádio Olímpico de Baku, Baku | 3–1       | Dinamarca  | 0      | Europeu Sub-17 2016       |
| 6. | 15 de maio de 2016  | Bakcell Arena, Baku            | 0–1       | Espanha    | 0      | Europeu Sub-17 2016       |

Sub-19
|    | Data                   | Local                    | Resultado | Adversário    | Gol(s) | Competição                |
| -- | ---------------------- | ------------------------ | --------- | ------------- | ------ | ------------------------- |
| 1. | 7 de outubro de 2016   |                          | 3–1       | Croácia       | 0      | Amistoso                  |
| 2. | 10 de outubro de 2016  | Adams Park, High Wycombe | 2–1       | Bulgária      | 0      | Amistoso                  |
| 3. | 10 de novembro de 2016 | Belle Vue, Rhyl          | 2–0       | Luxemburgo    | 1      | Elim. Europeu Sub-19 2017 |
| 4. | 12 de novembro de 2016 | Nantporth, Bangor        | 2–3       | País de Gales | 0      | Elim. Europeu Sub-19 2017 |
| 5. | 15 de novembro de 2016 | Belle Vue, Rhyl          | 2–0       | Grécia        | 0      | Elim. Europeu Sub-19 2017 |

## Títulos
Fulham
- EFL Championship play-offs: 2017–18[41]

Inglaterra
- Campeonato Europeu Sub-19: 2017

### Prêmios individuais
- Equipe do Ano PFA da EFL Championship: 2016–17,[42] 2017–18[43]
- Equipe do torneio do Campeonato Europeu Sub-19 de 2017[44]
- 40º melhor jovem do ano de 2017 (FourFourTwo)[45]